# 日本—蒙古關係
日蒙關係，包括雙方在歷史上的不同時期的双边关系。最早始於公元13世紀，然而兩國直到1972年2月24日才樹立邦交。

## 蒙古入侵
1259年（正元元年・元宪宗9年），高麗抵抗蒙古勢力武人政权倒台，1260年（文应元年、中統元年）忽必烈上台，对高麗方針由武力征服变更为怀柔政策。高麗成为后来蒙古侵略日本的協力者。
蒙古帝國滅金朝以後，负责漠南漢地事務的忽必烈于1260年在中原即位称帝。同年，高丽元宗向其称臣，高麗成为其东藩，而蒙古帝國其後又與高麗結盟。1271年忽必烈於中原地區建立元朝，定都大都（今北京），并于两年之后要求高麗派使者赴日本，希望与日本“通好”。但均为日本拒绝。
于是蒙古帝国遂表示会随时进攻南宋、日本。當時镰仓幕府的執權（实际掌权者）北条時宗認為書狀無禮决定不投降，并立刻着手加强九州的防御。并命令分封在九州的大名回到自己的驻地，将在九州的军队西移，以进一步增固可能的登陆点的防御。另外，幕府还组织了大规模的宗教祈祷活动，以心理戰来应对这场危机，其他大多数公家活动亦被推迟。此后，蒙古帝国与高丽曾于1274年、1281年两度发动战争进攻日本，但均为日本击退。兩次出師失利，並未使忽必烈放棄征服日本的計劃。1283年（元至元二十年），忽必烈下令重建攻日大軍，建造船隻，蒐集糧草，準備第三次征日。此舉引起江南人民的強烈反抗，迫使其暫緩造船事宜；同時，蒙古在南方對越南陈朝發動的進攻受挫，造成國力匱乏，三度攻日之議因而作罷。直到1294年（元至元三十一年）正月忽必烈逝世，未再攻打日本。

## 20世紀

### 二戰前
大日本帝国曾经支持白俄恩琴男爵在外蒙古的活动。二战期间，双方分属对立的阵营，曾在哈拉哈河战役中对抗，日军战败后的《苏日中立条约》中日本承认蒙古人民共和国的主权换取苏联承认日本傀儡满洲国，直至苏日战争日本投降。

### 二戰後
1972年2月24日，蒙古国与日本建交。
在兩國相撲交流日盛的今日，蒙古與日本維持了友好關係，日本對蒙古提供了高額的ODA，日本的二手車在蒙古頗有人氣。1972年2月24日兩國建立邦交。據2004年11月日本駐蒙大使館實施的民意調查，“對日本有親近感”的回答超過7成，“最感親近的國家”中排第1位。同時，兵庫縣但東町（現豐岡市但東町）與蒙古交流頻繁，町内有日本為數不多的蒙古博物館之一「日本蒙古民族博物館」。2010年4月1日，蒙古對日本國籍者實行免簽入境，可停留30日。
蒙古在日的相撲選手有朝青龍明德、白鵬翔、日馬富士公平、鶴龍力三郎四名橫綱，高齢的幕内初優勝達成者旭天鵬勝等眾多大相撲力士湧現，是日本歷代的外國人力士輩出最多的國家。除了相撲之外，像是蒙古籍的職業拳擊手Lakva Sim也在日本打敗畑山隆則成為首位蒙古籍的世界冠軍，之後也在日本的拳擊館活動了一段時間。
蒙古軍方與日本自衛隊互動頻繁，一直在向日本防衛大學派遣留學生及持續參加防衛省主持的各種講座，2004年防衛大學校長曾對蒙古進行官方訪問。
2013年3月30日，日本首相安倍晉三訪問蒙古，是2006年前首相小泉純一郎以來首次的日本首相訪問。
2025年7月9日，日本天皇德仁訪問蒙古。